# Duellmanohyla schmidtorum
Duellmanohyla schmidtorum é uma espécie de anfíbio da família Hylidae.
Pode ser encontrada nos seguintes países: Guatemala e México.
Os seus habitats naturais são: florestas temperadas, florestas subtropicais ou tropicais húmidas de baixa altitude, regiões subtropicais ou tropicais húmidas de alta altitude e rios.
Está ameaçada por perda de habitat.